# Базилика Светог Павла изван зидина
Папска базилика Светог Павла изван зидина (итал. Basilica Papale di San Paolo fuori le Mura) је једна од четири главне папске базилике у Риму, заједно са базиликама Светог Јована у Латерану, Светог Петра и Свете Марије Велике, као и једна од седам градских ходочасничких цркава. Базилика је самостанска црква суседне бенедиктинске опатије и служе је монаси заједнице. 
Сама базилика смештена је у Риму, изван граница Аурелијанових зидина, одакле и долази "изван зидина" у имену. Иако изван Ватиканског Града, Латеранским споразумом базилици је додељен посебан екстериторијални статус као власништво Свете Столице.

## Историја
Базилику је основао римски цар Константин Велики изнад гроба апостола Павла, где је речено да су, после погубљења апостола, његови следбеници подигли споменик, назван cella memoriae. Ову прву базилику је осветио папа Силвестар I 324.
Цар Теодосије I је 386. године почео да подиже много већу и лепшу базилику са наосом и четири брода са трансептом. Вероватно га је око 402. године освештао папа Иноћентије I. Радови, укључујући и мозаике, нису завршени све до понтификата Лава I (440–461). У 5. веку била је већа од Старе базилике Светог Петра. Хришћански песник Пруденције, који ју је видео у време цара Хонорија (395–423), описује њен сјај у неколико изражајних редова.
Под Лавом I извршени су опсежни радови на поправци након урушавања крова услед пожара или грома. Посебно је подигнут трансепт (тј. простор око Павловог гроба) и постављен је нови главни олтар и презвитеријум. Ово је вероватно био први пут да је олтар постављен изнад гроба Светог Павла, који је остао нетакнут, али углавном под земљом с обзиром на повишење нивоа пода. Лав I је такође био одговоран за поправку тријумфалног лука и рестаурацију фонтане у дворишту (атријуму).
За време папе Гргура I (590 — 604) главни олтар и презвитеријум су у великој мери измењени. Подигнут је плочник у трансепту и постављен је нови олтар изнад ранијег олтара који је подигао Лав I. Положај је био директно изнад саркофага Светог Павла.
У том периоду у близини базилике су постојала два манастира: мушки манастир светог Ариста и женски манастир Светог Стефана. Мисе је служило посебно тело клерика које је установио папа Симплиције. Временом су се манастири и свештенство базилике смањивали; Папа Гргур II је обновио некадашњу базилику и поверио монасима бригу о базилици.
Базилика је оштећена у земљотресу 29. априла 801. Њен кров се срушио, али га је обновио папа Лав III.
Пошто је лежала изван Аурелијановог зида, базилика је оштећена у 9. веку током напада Сарацена. Због тога је папа Јован VIII (872 — 882) утврдио базилику, манастир и настамбе сељака, формирајући град Ђованиполи који је постојао до 1348. године, када га је земљотрес потпуно уништио.
Године 937, када је Одо од Клунија дошао у Рим, Алберик II од Сполета, римски патрициј, поверио је манастир и базилику његовој конгрегацији, а Одо је поставио Балдуина од Монте Касина на чело. Папа Гргур VII је био игуман манастира и у његово време Панталеоне, богати трговац из Амалфија који је живео у Цариграду, поклонио је бронзане двери, које су извели цариградски уметници; двери су исписане Панталеонеовом молитвом да му се отворе „врата живота”. Папа Мартин V поверио га је монасима конгрегације Монте Касина. Тада је проглашена за територијалну опатију. Опатова јурисдикција се простирала на округе Чивитела Сан Паоло, Леприњано и Нацано, који су сви чинили парохије.
Клаустер манастира подигнут је између 1220. и 1241. године.
Од 1215. до 1964. године био је седиште латинског патријарха Александрије.
Папа Бенедикт XIV предузео је рестаурацију мозаика апсиде и фресака централног брода, а сликару Салватореу Маносилију је наложио да настави серију папских портрета, која се у то време завршила папом Виталијаном, који је владао више од једног миленијума раније.
15. јула 1823. радник који је поправљао бакарне олуке на крову је изазвао пожар који је довео до скоро потпуног уништења ове базилике, која је, једина међу свим црквама у Риму, сачувала велики део свог првобитног карактера током 1435 година. Новија истраживања показују да би узрок пожара могао бити другачији од онога на који указују званични извори. Мермер спашен из изгореле цркве Светог Павла поново је положен за под цркве Санто Стефано дел Како.
Године 1825. папа Лав XII је издао енциклику Ad plurimas подстичући донације за реконструкцију. Неколико месеци касније, издао је наредбу да се базилика поново изгради тачно онаква каква је била у четвртом веку, али је такође одредио да се драгоцени елементи из каснијих периода, попут средњовековних мозаика и табернакла, такође поправе и задрже. Ове смернице су се показале нереалним из разних разлога и убрзо су престале да се примењују. Резултат је реконструисана базилика која има само општу сличност са оригиналом и никако јој није идентична. Реконструкција је првобитно била поверена архитекти Пасквалеу Белију, кога је после његове смрти 1833. наследио Луиђи Полети, који је надгледао пројекат до своје смрти 1869. године и био одговоран за лавовски део посла. Полети је такође затражио од научника Анђела Секија да дизајнира аутоматски систем за детекцију и гашење пожара, који је касније уклоњен. Многи елементи који су преживели пожар поново су коришћени у реконструкцији. Свој допринос дали су и многи страни владари. Мухамед Али-паша, вицекраљ Египта, поклонио је стубове од алабастера, док је руски цар поклонио драгоцени малахит и лапис лазули који су коришћени на неким од олтарских фронтова. Трансепт и главни олтар осветио је папа Гргур XVI у октобру 1840, и тај део базилике је тада поново отворен. Цела зграда је поново освећена 1854. године у присуству папе Пија IX и педесет кардинала. Међутим, многе карактеристике зграде још увек нису биле изведене тог датума, а рад се на крају проширио на двадесети век. Квадрипортик који гледа према Тибру довршила је италијанска влада, која је цркву прогласила националним спомеником. 23. априла 1891. године експлозија у магацину барута у Форте Портуенсе уништила је витраж на базилици.
Папа Бенедикт XVI је 31. маја 2005. наредио да базилика пређе под контролу надсвештеника и именовао је архиепископа Андреа Кордера Ланцу ди Монтеземола за њеног првог архијереја.

## Архитектура и ентеријер
Покривени портик (или припрата) који претходи фасади је неокласицистички додатак реконструкције из 19. века. Десно су Света врата која се отварају само за време Јубилеја. Са унутрашње стране су друга врата, позната као византијска врата, која су била присутна у базилици пре 19. века; са једне стране садрже 56 малих квадратно гравираних бронзаних панела, а наручио их је 1070. Панталеоне, конзул Амалфија, у Цариграду, и наводно су изливени у Цариграду. Осликава низ епизода из живота Христа и апостола.
Нова базилика је задржала првобитну структуру са једним бродом и четири бочна брода. Дужине је 131,66 м, ширине 65 м, висине 29,70 м, друга по величини у Риму.
80 стубова наоса и таваница украшена дрветом и штукатурама потичу из 19. века. Од античке базилике је остао само унутрашњи део апсиде са тријумфалним луком. Мозаици апсиде су знатно оштећени у пожару 1823. године; само неколико трагова уграђено је у рестаурацију. Мозаици тријумфалног лука из 5. века су оригинални (али и у великој мери прерађени): натпис у доњем делу потврђује да су рађени у време Лава I, а платила га је Гала Плацидија, ћерка римског цара Теодосија I. Тема приказује Јованову апокалипсу, са Христовом бистом у средини, окруженом са 24 доктора Цркве, надвишеним летећим симболима четири јеванђелисте. Десно и лево од лука приказани су Свети Петар и Свети Павле, који је окренут надоле (вероватно ка свом гробу).
Изнутра, прозори могу изгледати као витраж, али су заправо провидни алабастер.
Циборијум исповести Арнолфа ди Камбија (1285) припада 13. веку.
У старој базилици сваки папа је имао свој портрет у осликаном фризу који се протезао изнад стубова који одвајају пролазе од наоса. Верзија мозаика из 19. века се може видети сада. Унутрашњи зидови наоса су такође били преуређени сликаним сценама из живота Светог Павла постављеним између прозора свештеничког простора.
Јужно од трансепта налази се клаустер, који се сматра „једним од најлепших из средњег века“. Подигао га је Васалето 1205–1241, и има дупле стубове различитих облика. Неки стубови имају интарзије са златним и стакленим мозаицима у боји; иста декорација се може видети на архитраву и унутрашњем оквиру клаустера. Такође су видљиви фрагменти из уништене базилике и античких саркофага, један са сценама мита о Аполону.
Изван базилике је оригинална скулптура Кад сам био у затвору коју је направио канадски уметник Тимоти Шмалц као део колекције Матеј 25 постављене широм Рима поводом Изузетног јубилеја милосрђа.

## Гроб Светог Павла
Према предању, тело Светог Павла је сахрањено две миље од места његовог мучеништва, у гробној области дуж Остијског пута, који је био у власништву хришћанке по имену Луцина. На њему је подигнут тропеј који је брзо постао место поштовања.
Константин I је подигао базилику на месту тропеја, а базилику је значајно проширио Теодосије I из 386. године, у оно што је данас познато као Свети Павле изван зидина. Током 4. века, Павлови остаци, осим главе, премештени су у саркофаг. (Према црквеном предању глава почива на Латерану.) Павлов гроб је испод мермерног надгробног споменика у крипти базилике, на 1,37 м испод олтара. На надгробној плочи налази се латински натпис PAULO APOSTOLO MART („апостолу и мученику Павлу“). Део надгробног споменика са текстом има три рупе, две квадратне и једну кружну. Кружна рупа је повезана са гробом цевоводом, што одражава римски обичај уливања парфема у саркофаг, или праксу обезбеђивања костију мртвих либацијама. Саркофаг испод надгробног споменика има димензије 2,55 x 1,25 x 0,97 м.
Откриће саркофага се помиње у хроници бенедиктинског самостана при базилици, у вези са обновом из 19. века. За разлику од осталих саркофага пронађених у то време, овај није помињан у текстовима о ископавањима.
Дана 6. децембра 2006, објављено је да су ватикански археолози потврдили присуство саркофага од белог мермера испод олтара, који можда садржи остатке апостола. На конференцији за новинаре одржаној 11. децембра 2006, дато је више детаља о радовима на ископавању, који су трајали од 2002. до 22. септембра 2006. године, а који су започети након што су ходочасници изразили разочарање што се апостолов гроб није могао посетити или дотакнути током јубиларне 2000. Саркофаг није извучен са свог положаја, тако да је видљива само једна од његове две дуже стране.
Папа Бенедикт XVI је 2009. објавио да је радиокарбонско датирање потврдило да кости у гробници датирају из 1. или 2. века што сугерише да су заиста Павлове.
Закривљена линија од цигала која указује на обрис апсиде Константинове базилике откривена је одмах западно од саркофага, што показује да је првобитна базилика имала улаз на истоку, попут базилике Светог Петра у Ватикану. 

## УНЕСКО-ва листа
Историјски центар Рима, имовина Свете столице у том граду који ужива екстериторијална права и Сан Паоло Фуори ле Мура је место светске баштине, проширено 1990. до зидина Урбана VIII, и обухвата неке од главних споменика антике као што су Форуми, Августов маузолеј, Хадријанов маузолеј (Кастел Сент Анђело), Пантеон, Трајанов стуб и стуб Марка Аурелија, као и верске и јавне грађевине папског Рима.

## Остали гробови
- Тибо од Остије
- папа Феликс III
- папа Јован XIII
- папа Јован XVIII

## Галерија
- Свети Павле изван зидина
- Унутрашњост цркве
- Апсидни мозаик(1220). Христ поред апостола Петра, Павла, Андреја и  Луке
- Детаљ мозаика апсиде: папа Хонорије III, који га је наручио.